# Hope Dworaczyk
Hope Dworaczyk ([dvɔˈrat͡ʂɨk] Port Lavaca, 21 de noviembre de 1984) es una modelo erótica estadounidense.

## Biografía
En abril de 2009, fue elegida la Playmate del mes por la famosa revista masculina Playboy, después de que se hubiera celebrado el 55 Aniversario de la búsqueda de la Playmate para dicha efeméride. Ella apareció en la portada de la publicación con Seth Rogen. Esta portada fue realizada por el fotógrafo Stephen Wayda.
Posteriormente, Hope fue elegida la Playmate del año 2010. Por primera vez en la Historia de la revista, Hope fue la elegida para que sus posados fuesen publicados en la técnica de 3D.